# Diecéze abaská
Diecéze Aba je diecéze římskokatolické církve, nacházející se v Nigérii.

## Území
Diecéze zahrnuje město Aba, kde se nachází hlavní chrám Katedrála Krista Krále.
Rozděluje se do 61 farností. K roku 2010 měla 1 258 000 věřících, 98 diecézních kněží, 40 řeholních kněží, 41 řeholníků a 109 řeholnic.

## Historie
Diecéze byla založena 2. dubna 1990 bulou Praeteritis quidem papeže Jan Pavel II., z části území diecéze Umuahia. Původně byla sufragánnou arcidiecéze Onitsha.
Dne 26. března 1994 vstoupila do církevní provincie arcidiecéze Owerri.

## Seznam biskupů
- Vincent Valentine Egwuchukwu Ezeonyia, C.S.Sp. (1990-2015)
- Augustine Ndubueze Echema